# Borden (Indiana)
Borden – miasto w Stanach Zjednoczonych, w stanie Indiana, w hrabstwie Clark.